# Annoux
Annoux település Franciaországban, Yonne megyében. Lakosainak száma 84 fő (2022. január 1.). Annoux Blacy, Châtel-Gérard, Massangis, Sarry és Thizy községekkel határos.

## Népesség
A település népességének változása:
| Lakosok száma | 87   | 89   | 91   | 86   | 85   | 84   | 83   | 82   | 84   |
|               | 2013 | 2015 | 2016 | 2017 | 2018 | 2019 | 2020 | 2021 | 2022 |